# Mitumba (Kleidung)

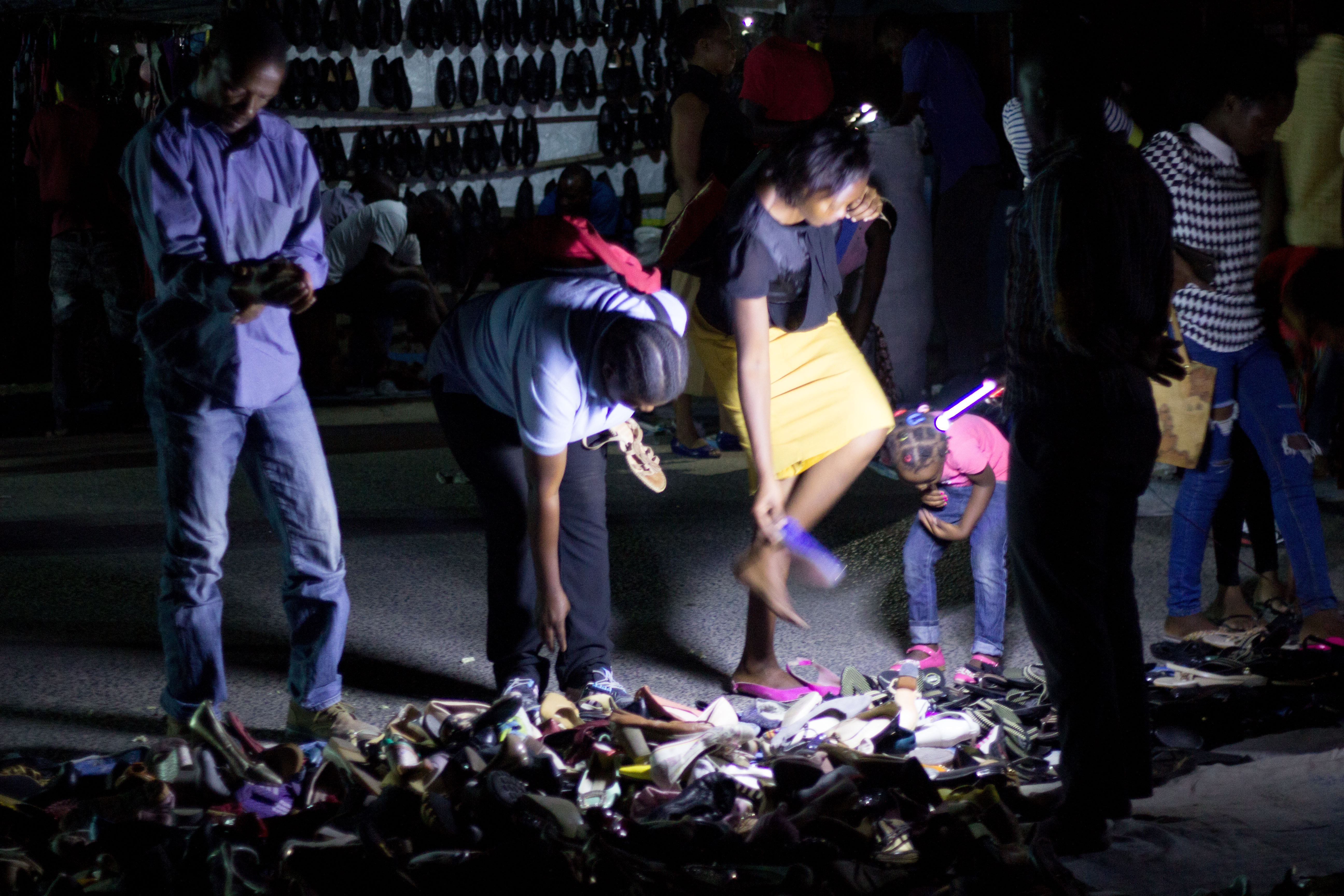
Nächtlicher Straßenverkauf gebrauchter Kleidung in Tansania 2017

Mitumba (Swahili, Plural zu mtumba, dt. Bündel) ist eine Bezeichnung für in Kunststoff gebündelte Altkleidung aus Altkleidersammlungen, die in Industriestaaten an karitative Nichtregierungsorganisationen gespendet wird und über Zwischenhändler zu den Märkten der Entwicklungsländer gelangt, um dort verkauft zu werden. Im weiteren Sinne handelt es sich bei dem Handel mit Mitumba um eine Erscheinung der Globalisierung. Der Hauptmarkt für den Handel mit Altkleidern ist Afrika.

## Von der Spende zum Verkauf der Kleidung
Karitative Organisationen wie zum Beispiel das DRK oder die Caritas führen in den Industrieländern regelmäßig Spendensammlungen von Altkleidern durch. Die gesammelten Altkleider werden sortiert, von privaten Unternehmen gekauft und an Second-Hand-Märkte in den Entwicklungsländern geliefert. In Dar es Salaam, einem der größten Umschlagplätze für Mitumba, wird die Ware dann zu Preisen verkauft, die dem Verkäufer einen Gewinn verschaffen, die Preise der lokal ansässigen Textilienproduzenten jedoch unterbieten. Die Möglichkeit, Kleidung zu profitablen Niedrigpreisen verkaufen zu können, ergibt sich daraus, dass sie nahezu kostenlos vom Verkäufer selbst erworben wird.

## Kritik
Häufig wird an den Verkaufsmethoden kritisiert, dass die Betreiber der Second-Hand-Läden mit dem Verkauf gespendeter Altkleider einen immensen Wettbewerbsvorteil gegenüber konventionellen, einheimischen Kleidungsproduzenten besitzen. In Tansania wurden infolgedessen 80.000 Stellen in der Textilienindustrie abgebaut.
Michael Okema, tansanischer Politologe und Publizist, argumentierte jedoch, dass das Problem der tansanischen Textilindustrie nicht die Überflutung des Marktes mit Mitumba wäre, sondern die fehlenden Anreize für Investoren, überhaupt eine funktionierende Textilindustrie in Tansania aufzubauen. Dass eine solche, ähnlich wie beispielsweise in Kenia, vor dem Verkauf von Mitumba vorhanden gewesen wäre, sei eine Erfindung europäischer Kritiker. Auch in Kamerun beispielsweise ist keine Textilindustrie vorhanden, die die heimische Nachfrage an Kleidung, besonders an moderner Kleidung, die unter Jugendlichen beliebt ist, eigenständig decken könnte.
Dem Argument, dass durch den Handel mit Mitumba zahlreiche Arbeitsplätze in den heimischen Textilindustrien verloren gehen, kann auch entgegengehalten werden, dass eben durch diesen Handel Arbeitsplätze entstehen. Beispielsweise ist es oft notwendig, die Altkleider von Schneiderbetrieben nachträglich anpassen zu lassen, da die durchschnittliche Kleidergröße in Industrieländern oft größer ist als die in Entwicklungsstaaten. Auch leben von dem internationalen Handel mit Mitumba zahlreiche lokale Kleinhändler, die die Waren am Markt einkaufen und selbst wiederum verkaufen.
Als ein weiterer Vorteil der Second-Hand-Kleidung wird angeführt, dass sie trotz ihres niedrigeren Verkaufspreises eine weit bessere Qualität aufweise als Kleidung, die die Kleidungshersteller in den Entwicklungsländern produzieren. Zudem wird behauptet, dass die Zielgruppen von Second-Hand-Kleidung und heimisch fabrizierter Ware nicht dieselben seien. Die Nachfrage nach Mitumba besteht demnach vor allem bei der Oberschicht, die möglichst individuelle Kleidung tragen möchte.